# アイドルマスター SideM
『アイドルマスター SideM』（アイドルマスター サイドエム、THE IDOLM@STER SideM）は、『THE IDOLM@STER』の世界をモチーフとし、バンダイナムコエンターテインメントが展開するメディアミックス。
キャッチコピーは「医者！フリーター！自衛官！理由（ワケ）あって、アイドル！」。略称は「Mマス」。
この項目では、携帯端末専用のソーシャルゲームおよび、メディアミックス全般について扱う。

## 概要
アイドルが描かれたカードを集め、育成していくアイドルプロデュースゲーム（公称ジャンル「ドラマチックアイドル育成カードゲーム」）。オルトプラスが運営・開発を担当し、DeNAが運営・提供する、Mobageのコンテンツの一つとしてリリースされた。同じMobageで展開されている『アイドルマスター シンデレラガールズ』やGREEで展開されている『アイドルマスター ミリオンライブ!』とは異なり、アイドルマスターシリーズ初の男性アイドルをプロデュースするゲームである。
2014年2月23日に開催されたライブイベント「THE IDOLM@STER M@STERS OF IDOL WORLD!! 2014」にて製作が発表された。
プレイヤーは芸能事務所「315（サイコー！）プロダクション」所属のプロデューサーとなり、さまざまな理由からアイドルに転職した男性アイドルたちをプロデュースする。これまでのアイドルマスターシリーズのプロデューサーは、一人称などから男性であることがわかるが、本作ではどちらかとは明確に決められていない。ただし、ゲーム内雑誌やコミカライズでは長髪を束ねネクタイをしていない男物スーツを着た姿で描かれている。
アイドルのキャラクターデザインは『ゴッドイーター』シリーズのキャラクターデザインや、『ペルソナ3』『ペルソナ4』のコミカライズを担当した曽我部修司と、彼の所属するユニット「FiFS」が担当している。
2014年2月28日にサービスを開始したが、想定以上のアクセス人数にサーバーが不具合を起こしサービスは中断。3月31日に想定以上の大規模な改修が必要と発表された。7月7日にスマートフォン版の事前登録が再開され、7月17日からサービスが再開された。
2016年4月8日に、2016年春からPCでプレイ可能なChrome App版サービス開始と、6月7日付でのフィーチャーフォン版のサービス終了が発表された。2016年5月4日にChrome App版サービスが開始された。
2022年9月1日、10月以降のソーシャルゲーム版のサービス更新を縮小する方針が発表された。以降は期間限定イベント、新登場アイドルを伴うスカウトガシャの更新・実施、UPCの開催、サウンドスタジオへの新規楽曲追加が停止された。同年11月4日、サービスを正式に終了することを発表。
2023年1月5日14時をもってサービスを終了したが、同年5月末よりアイドルマスターポータルサイトのSideMブランドページ「315 PASSION CONTENTS」内でシナリオアーカイブが公開されている。
2023年7月からはブランドページにて「315プロダクション エピソード」も配信開始された。新ストーリーではイベントやCDなどに連動したストーリーが描かれ、シナリオによってはフルボイスで展開される。

## 登場キャラクター
49人のアイドルが登場する。45人のオリジナルキャラクターに加え、過去作のシリーズから『Jupiter』や秋月涼なども登場する。

## ゲームシステム

### アイドル育成

#### スカウトガシャ
ポイントガシャ（無料ガシャ）
コンテストガシャ（有料ガシャ）

#### チェンジ
同じ名前のカードを2枚組み合わせることで、レアリティが1段階上がる。ベースとなるカードどチェンジパートナーとなるカードのレベルと信頼度が高いと、チェンジ後に引き継がれる能力が高くなる。
チェンジ可能なレアリティはN、R、SRのみ。

#### 男子寮
『シンデレラガールズ』の女子寮、『ミリオンライブ!』のカードホルダーにあたる。余剰のカードを出し入れすることが出来る、いわゆる「倉庫」。

### カードの説明

#### 名前
カードの絵柄にひもづく名前。レッスンをすると名前の後ろに「＋」がつく。プレーヤーが変更することはできない。同じキャラクターでも絵柄が違えば名前は異なる。
- 例（御手洗翔太）
  - 「N」……御手洗翔太
  - 「R」……【渚のｻﾝｼｬｲﾝ】御手洗翔太
  - 「SR」……【天真爛漫】御手洗翔太

#### 属性
- フィジカル（カード色：赤）
- インテリ（カード色：青）
- メンタル（カード色：黄色）
- EX（カード色：緑）

の4つが存在する。
『アイドルマスター シンデレラガールズ』ではゲーム開始時にプレイヤーは自らのタイプをどれかに決めるのに対し、『SideM』ではプレイヤー自らの属性を決めることはない。登場する全てのアイドルにもいずれかの属性が与えられている。属性は途中で変化することはなく、同じキャラクターであれば同じ属性である（前項の「御手洗翔太」のカードであれば全て属性は「メンタル」となる）。

#### レアリティ
アイドルの貴重さを表す値で、上からSR+･SR･R+･R･N+･Nの6段階が存在する｡

### チーム
オンラインゲームのギルド・クランに相当する機能。

### プレイヤー同士の交流要素

#### ギフト
「アイドル」「アイテム」「マニー」を互いに交換することができる。

### コンプリート要素

#### 思い出メモ
プロデューサーとの信頼度を最高まで上げる、一定の数のアイドルをスカウトする、一定の数のアイドルをチェンジする、一定の数のアイドルのレベルを最高まで上げることで入手することができる。思い出メモを消費することで以下の内容を楽しむことが出来る。 
雑誌
ゲーム内漫画であり、各アイドルごとに様々なエピソードを読むことができる。通常号ではアイドル達の過去、増刊号ではイベントと連動したストーリーを読める。
漫画作画担当
- 吉田世 - Jupiter、High×Joker、S.E.M、もふもふえん（2017年11月まで）
- 菊野郎 - DRAMATIC STARS、FRAME、彩（2016年10月まで）、神速一魂（初期）
- 木野コトラ - Beit
- 岸本さとる - W、彩（2016年11月以降）、THE 虎牙道
- 波野涼 - 神速一魂（中期以降）、F-LAGS、Legenders
- 世鳥アスカ - Café Parade
- しのだまさき - もふもふえん（2018年1月以降）
- サカグチヨシヲ - Altessimo（2017年4月まで）
- 鳴海マイカ - Altessimo（2017年5月以降）

イベントアルバム
過去のイベントのストーリーを読むことができる。ストーリー未読の場合のみ、思い出メモを１つ消費する。

### サウンドスタジオ
2015年3月14日に追加された。アイドルたちがリリースする楽曲を試聴できる。

### 新アイドル発掘オーディション
新たに315プロに所属するアイドルをオーディションで選考するイベント。書類審査を通過した9人の候補生から、3人を選出し、ユニットデビューさせる。
審査は一次審査と二次審査に分けられ、一次審査では候補者を評価、または候補者に対するツイートをすることで、1人につき1枚｢新アイドル推薦状｣が入手できる。また新アイドル推薦状は審査期間中に特設ページにアクセスすることにより、１日につき１枚入手することもできる。二次審査では新アイドル推薦状を用いてアイドル候補生に投票する。推薦状1枚ごとに候補者の評価点が1ポイント上がる。最終的に評価点を最も集めた3名が「合格」となり、 ゲーム内への実装が決定する。

## 関連ゲーム

### LIVE ON ST@GE!
『アイドルマスター SideM LIVE ON ST@GE!』（アイドルマスター サイドエム ライブオンステージ）は2017年8月30日から2021年8月31日まで配信されていたスマートフォン用アプリゲーム。略称は『エムステ』。

### GROWING STARS
『アイドルマスター SideM GROWING STARS』（アイドルマスター サイドエム グローイングスターズ）は、2021年10月6日から2023年7月31日まで配信されていたスマートフォン用アプリゲーム。略称は『サイスタ』。

## CD
発売元はすべてランティス。
THE IDOLM@STER SideM ST@RTING LINE
公式ユニットによるシングルCDシリーズ。ユニット用新曲2曲と共通曲1曲、ドラマパートを収録。
THE IDOLM@STER SideM 2nd ANNIVERSARY DISC
1stライブに出演した6組のユニットによる、ユニット超えのコラボレーションCDシリーズ。それぞれのユニットの新曲1曲ずつとコラボレーション楽曲1曲を収録。2017年2月17日には、同シリーズで収録された楽曲のソロバージョンを収録したアルバム「THE IDOLM@STER SideM 2nd ANNIVERSARY SOLO COLLECTION」が限定発売された。
THE IDOLM@STER SideM ORIGIN@L PIECES
2016年11月16日からリリースされているCDシリーズ。ユニット単位では無く、アイドル5～6人ずつのソロ曲が収録される。
 THE IDOLM@STER SideM 「Beyond The Dream」
2017年2月1日にリリースされたCDシングル。
Cybernetics Wars ZERO 〜願いを宿す機械の子〜
2017年8月30日にリリースされた、ゲーム内で開催された同名イベントを元にしたドラマCD。
THE IDOLM@STER SideM ANIMATION PROJECT
2017年11月15日からリリースされている、テレビアニメ版で使用された楽曲を収録したサウンドトラックシリーズ。
THE IDOLM@STER SideM 3rd ANNIVERSARY DISC
1stライブ時点でボイス未実装だった9組のユニットによる、ユニット超えのコラボレーションCDシリーズ。それぞれのユニットの新曲1曲ずつとコラボレーション楽曲1曲を収録。2018年2月からはには、同シリーズで収録された楽曲のソロバージョンを収録したアルバム「THE IDOLM@STER SideM 3rd ANNIVERSARY SOLO COLLECTION」がライブ会場限定で販売された。
THE IDOLM@STER SideM WORLD TRE@SURE
2018年5月9日からリリースされている、『アイドルマスター SideM LIVE ON ST@GE!』用に作成された楽曲を収録したCDシングルシリーズ。CDごとにモチーフとなる国が異なる。
THE IDOLM@STER SideM WakeMini! MUSIC COLLECTION
2018年11月14日からリリースされている、『アイドルマスター SideM 理由あってMini!』で使用された楽曲を収録したサウンドトラックシリーズ。
THE IDOLM@STER SideM 4th ANNIVERSARY DISC
2019年5月10日に行われた『THE IDOLM@STER SideM 4th STAGE 〜TRE@SURE GATE〜』会場で販売。「ANNIVERSARY DISC」シリーズでは唯一のライブ会場限定販売。
THE IDOLM@STER SideM ドラマCD「Best Game 2 〜命運を賭けるトリガー〜」
2019年10月23日にリリースされた、ゲーム内で開催された同名イベントを元にしたドラマCD。
THE IDOLM@STER SideM 5th ANNIVERSARY DISC
2019年12月18日からリリースされている全15組のユニットによる、ユニット超えのコラボレーションCDシリーズ。
THE IDOLM@STER SideM NEW STAGE EPISODE
2020年10月7日よりリリースされているユニット別のシングルCDシリーズ。ドラマパートとユニット新曲1曲、共通曲1曲を収録。
THE IDOLM@STER SideM ドラマCD「ビーストクロニクル ～Risin’Soul～」
2020年10月21日にリリースされた、ゲーム内で開催された同名イベントを元にしたドラマCD。
収録曲
1. 『ビークロラボ！』
2. 公式大会に潜入！
3. みんなで力を合わせて
4. Braver Beat
作詞：松井洋平、作曲：烏屋茶房・篠崎あやと、歌：大河タケル（寺島惇太）・古論クリス（駒田航）・秋山隼人（千葉翔也）・橘志狼（古畑恵介）・舞田類（榎木淳弥）・兜大吾（浦尾岳大）
5. 『ビーストクロニクル ～Risin’ Soul～』特別編

THE IDOLM@STER SideM GROWING SIGN@L
2021年9月29日よりリリースされている『アイドルマスター SideM GROWING STARS』用に作成された楽曲を収録したユニット別のシングルCDシリーズ。ユニット新曲2曲、ドラマパートを収録。
THE IDOLM@STER SideM ドラマCD「緑陰のGymnasium」
2021年10月27日にリリースされた、ゲーム内で開催された同名イベントを元にしたドラマCD。
収録曲
1. 自然に囲まれて〜撮影開始！〜
2. 夕食とデザートはお任せあれ
3. 夜の森、それぞれの想い
4. 『緑陰のGymnasium』特別編
5. Stories
作詞：Kanata Okajima、作曲：鈴木航海、編曲：井上馨太 (MONACA)、歌：山下次郎（中島ヨシキ）・ピエール（堀江瞬）・冬美旬（永塚拓馬）・黒野玄武（深町寿成）・卯月巻緒（児玉卓也）・北村想楽（汐谷文康）

THE IDOLM@STER SideM PASSION@TE FORMATION
2022年3月22日ライブ会場限定販売。各属性ごとの楽曲を収録したアルバムCDシリーズ。
THE IDOLM@STER SideM 49 ELEMENTS
2022年7月20日よりリリースされているユニット別のアルバムCDシリーズ。ユニット新曲1曲とユニットメンバーのソロ曲を収録。
アイドルマスター SideM 超常事変～対立スル正義～ 主題歌「幻想のUtopia」/「安寧のDystopia」
2023年3月11日ライブ会場限定販売。朗読イベント「超常事変～対立スル正義～」の主題歌を収録。
収録曲
1. 幻想のUtopia
作詞：松井洋平、作曲・編曲：大熊淳生（Arte Refact）、歌：ピエール(堀江瞬)・蒼井悠介 (菊池勇成)・蒼井享介 (山谷祥生)・握野英雄(熊谷健太郎)・木村龍(濱健人)・秋山隼人(千葉翔也)・冬美旬(永塚拓馬)・榊夏来(渡辺紘)・若里春名(白井悠介)・紅井朱雀(益山武明)・東雲荘一郎(天﨑滉平)・アスラン＝ベルゼビュートⅡ世(古川慎)・岡村直央(矢野奨吾)・硲道夫(伊東健人)・大河タケル(寺島惇太)・牙崎漣(小松昌平)・天峰秀(伊瀬結陸)・花園百々人 (宮﨑雅也)・眉見鋭心 (大塚剛央)
2. 安寧のDystopia
作詞：松井洋平、作曲・編曲：本多友紀（Arte Refact）、歌：天ヶ瀬冬馬(寺島拓篤)・伊集院北斗(神原大地)・都築圭(土岐隼一)・神楽麗(永野由祐)・渡辺みのり(高塚智人)・信玄誠司(増元拓也)・華村翔真(バレッタ裕)・清澄九郎(中田祐矢)・伊瀬谷四季(野上翔)・神谷幸広(狩野翔)・卯月巻緒(児玉卓也)・水嶋咲(小林大紀)・橘志狼(古畑恵介)・舞田類(榎木淳弥)・山下次郎(中島ヨシキ)・円城寺道流(濱野大輝)・兜大吾 (浦尾岳大)・九十九一希(比留間俊哉)・葛之葉雨彦 (笠間淳)・北村想楽(汐谷文康)
3. 幻想のUtopia（Off Vocal）
4. 安寧のDystopia（Off Vocal）

THE IDOLM@STER SideM F@NTASTIC COMBINATION
2023年10月4日よりリリースされている、ライブイベント「315 Production presents F＠NTASTIC COMBINATION LIVE」用に作成された楽曲を収録したシングルCDシリーズ。
THE IDOLM@STER SideM 8th STAGE THEME SONG「Hands & Claps!」
2023年10月28日ライブ会場限定販売。8周年記念ライブイベント「THE IDOLM@STER SideM 8th STAGE ～ALL H@NDS TOGETHER～」のテーマソング「Hands & Claps!」を収録。
収録曲
1. Hands & Claps!
作詞：柿埜嘉奈子、作曲：本田光史郎・星野孝文、編曲：EFFY、歌：315 ALLSTARS
2. Hands & Claps!(フィジカル Ver.)
歌：315 STARS（フィジカルVer.）
3. Hands & Claps!(メンタル Ver.)
歌：315 STARS（メンタルVer.）
4. Hands & Claps!(インテリ Ver.)
歌：315 STARS（インテリVer.）
5. Hands & Claps!（Off Vocal）

THE IDOLM@STER SideM CIRCLE OF DELIGHT
2023年12月27日よりリリースされているユニット別のアルバムCDシリーズ。ユニット新曲2曲、ドラマパートを収録。
アイドルマスター SideM 天地四心伝 主題歌「四心争乱 -天地一指-」
2024年2月10日ライブ会場限定販売。朗読イベント「天地四心伝」の主題歌を収録。2～4は各国パートとサビパートからなるShort Ver.となっている。
収録曲
1. 四心争乱 -天地一指-
作詞：松井洋平、作曲・編曲：大熊淳生(Arte Refact)、歌：山下次郎(中島ヨシキ)、葛之葉雨彦 (笠間淳)、伊集院北斗(神原大地)、木村龍(濱健人)、円城寺道流(濱野大輝)、天ヶ瀬冬馬(寺島拓篤)、眉見鋭心(大塚剛央)、九十九一希(比留間俊哉)、神楽麗(永野由祐)
2. Side 藍、紅、二藍
歌：山下次郎(中島ヨシキ)、葛之葉雨彦 (笠間淳)、円城寺道流(濱野大輝)、天ヶ瀬冬馬(寺島拓篤)、眉見鋭心(大塚剛央)
3. Side 若草
歌：伊集院北斗(神原大地)、九十九一希(比留間俊哉)
4. Side 花葉
歌：木村龍(濱健人)、神楽麗(永野由祐)
5. 四心争乱 -天地一指-（Off Vocal）

THE IDOLM@STER SideM 銚子電気鉄道100周年記念テーマソング「かざぐるま 〜Windy Road〜」
2024年5月31日発売。アイドルマスター SideM×銚子電気鉄道開業100周年記念コラボのテーマソングを収録。
収録曲
1. かざぐるま 〜Windy Road〜
作詞：松井洋平、作曲・編曲：三好啓太、歌：Jupiter
2. かざぐるま 〜Windy Road〜（天ヶ瀬冬馬 ソロver.）
歌：天ヶ瀬冬馬(寺島拓篤)
3. かざぐるま 〜Windy Road〜（御手洗翔太 ソロver.）
歌：御手洗翔太(松岡禎丞)
4. かざぐるま 〜Windy Road〜（伊集院北斗 ソロver.）
歌：伊集院北斗(神原大地)
5. かざぐるま 〜Windy Road〜（Off Vocal）

THE IDOLM@STER SideM 9th STAGE THEME SONG「Gather Round!」
2024年7月13日ライブ会場限定販売。9周年記念ライブイベント「THE IDOLM@STER SideM 9th STAGE ～MIR＠-CIRCLE CRESCENDO～」のテーマソング「Gather Round!」を収録。
収録曲
1. Gather Round!
作詞：真崎エリカ、作曲・編曲：志村真白、歌：315 ALLSTARS
2. Gather Round!(フィジカル Ver.)
歌：315 STARS（フィジカルVer.）
3. Gather Round!(メンタル Ver.)
歌：315 STARS（メンタルVer.）
4. Gather Round!(インテリ Ver.)
歌：315 STARS（インテリVer.）
5. Gather Round!（Off Vocal）

THE IDOLM@STER SideM 10th ANNIVERSARY P@SSION
2024年10月30日よりリリースされているユニット別のアルバムCDシリーズ。新ユニット曲2曲に加え、既存のユニット曲やライブ特販CDとして販売していたユニット曲ソロVer.1曲分を収録。
THE IDOLM@STER SideM TRANSCENDENT T@LES
2025年10月1日よりリリース予定のユニットを越境したシャッフルメンバーによる童話を下地に繰り広げられるシングルCDシリーズ。

## Blu-ray
ライブイベントの模様を収録したBlu-ray Discが発売されている。発売元はCDと同じくランティス。
THE IDOLM@STER SideM 1st STAGE〜ST@RTING!〜 Blu-ray
2016年7月13日発売。2015年12月6日に開催されたライブイベント「THE IDOLM@STER SideM 1st STAGE〜ST@RTING!〜」の模様を収録。昼公演収録の「Sun Side」、夜公演収録の「Moon Side」、両公演と特典映像を収録した初回限定版「Complete Side」の3形態で販売。
THE IDOLM@STER SideM 2nd STAGE 〜ORIGIN@L STARS〜 Live Blu-ray
2017年9月13日発売。2017年2月に開催されたライブイベント「THE IDOLM@STER SideM 2nd STAGE 〜ORIGIN@L STARS〜」の模様を収録。11日公演収録の「Shining Side」、12日公演収録の「Brilliant Side」、両公演と特典映像を収録した初回限定版「Complete Side」の3形態で販売。
THE IDOLM@STER SideM GREETING TOUR 2017 〜BEYOND THE DREAM〜 LIVE Blu-ray
2018年4月25日発売。2017年4月から6月にかけ開催されたライブイベント「THE IDOLM@STER SideM GREETING TOUR 2017〜BEYOND THE DREAM〜」の模様を収録。
THE IDOLM@STER SideM 3rdLIVE TOUR ～GLORIOUS ST@GE!～ LIVE Blu-ray
2018年2月から4月にかけて開催されたライブイベント「THE IDOLM@STER SideM 3rdLIVE TOUR ～GLORIOUS ST@GE!～」の模様を収録。
THE IDOLM@STER SideM 3rdLIVE TOUR ～GLORIOUS ST@GE!～ LIVE Blu-ray Side MAKUHARI
2018年11月7日発売。2018年2月3日・4日に行われた幕張公演を収録。通常版と特典映像を収録した初回限定版「Complete Box」の2形態で発売。
THE IDOLM@STER SideM 3rdLIVE TOUR ～GLORIOUS ST@GE!～ LIVE Blu-ray Side SENDAI
2019年1月9日発売。2018年2月24日・25日に行われた仙台公演を収録。
THE IDOLM@STER SideM 3rdLIVE TOUR ～GLORIOUS ST@GE!～ LIVE Blu-ray Side FUKUOKA
2019年2月20日発売。2018年3月25日に行われた福岡公演を収録。
THE IDOLM@STER SideM 3rdLIVE TOUR ～GLORIOUS ST@GE!～ LIVE Blu-ray Side SHIZUOKA
2019年3月27日発売。2018年4月28日・29日に行われた静岡公演を収録。

## Web動画番組
『理由あって！ニコ生！』は、2015年1月よりニコニコ生放送にて不定期で配信されている番組で、アイドルの新規に追加される声優とそのアイドルのCD発売が発表され、声優たちも番組中盤で視聴者に初お披露目される形で登場する。その他sideMのゲームをはじめとした新情報も発表される。司会は、第1回のみJupiterの声優たちが行い、第2回以降はDRAMATIC STARSの声優が行っている。
アイドルマスター SideM ～理由あって！初ニコ生！～
2015年1月17日に配信された。
出演は寺島拓篤（天ヶ瀬冬馬 役）、松岡禎丞（御手洗翔太 役）、神原大地（伊集院北斗 役）、仲村宗悟（天道輝 役）、内田雄馬（桜庭薫 役）、八代拓（柏木翼 役）、坂上陽三（総合プロデューサー）、門田研照（宣伝担当）。
本放送で、CDシリーズが同年4月よりスタートすること、DRAMATIC STARSを演じる声優が発表された。
アイドルマスター SideM ～理由あって！ニコ生！第2回～
2015年5月16日に配信された。
出演は仲村宗悟、内田雄馬、八代拓、梅原裕一郎（鷹城恭二 役）、堀江瞬（ピエール 役）、高塚智人（渡辺みのり役）、野上翔（伊瀬谷四季 役）、千葉翔也（秋山隼人 役）、永塚拓馬（冬美旬 役）、渡辺紘（榊夏来 役）、及び映像出演で白井悠介（若里春名 役）。
本放送で、CDの発売日と、BeitとHigh×Jokerを演じる声優と同年12月に1stライブが開催されることが発表された。
アイドルマスター SideM ～理由あって！ニコ生！第3回～
2015年8月30日に配信された。
出演は仲村宗悟、内田雄馬、八代拓、山谷祥生（蒼井享介 役）、菊池勇成（蒼井悠介 役）、伊東健人（硲道夫 役）、榎木淳弥（舞田類 役）、中島ヨシキ（山下次郎 役）。
本放送で、CDの発売日と、WとS.E.Mを演じる声優が発表された。
アイドルマスター SideM ～理由あって！ニコ生！第4回～
2015年11月20日に配信された。この日は、webラジオ『315プロNight!』は休止。
出演は仲村宗悟、内田雄馬、八代拓、バレッタ裕（華村翔真役）、山下大輝（猫柳キリオ役）、中田祐矢（清澄九郎役）、熊谷健太郎（握野英雄役）、濱健人（木村龍役）、増元拓也（信玄誠司役）。
本放送で、CDの発売日と、彩とFRAMEを演じる声優が発表された。
アイドルマスター SideM ～理由あって！ニコ生！第5回～
2016年1月29日に配信された。この日は、webラジオ『315プロNight!』は休止。
出演は仲村宗悟、内田雄馬、八代拓、千葉翔也、中島ヨシキ、益山武明（紅井朱雀 役）、深町寿成（黒野玄武 役）、狩野翔（神谷幸広 役）、天﨑滉平（東雲荘一郎 役）、古川慎（アスラン=BB II世 役）、児玉卓也（卯月巻緒 役）、小林大紀（水嶋咲 役）。
本放送で、CDの発売日と、神速一魂とCafe Paradeを演じる声優が発表された。
アイドルマスター SideM ～理由あって！ニコ生！第6回～
2016年5月19日に配信された。
出演は仲村宗悟、内田雄馬、八代拓、永野由祐（神楽麗 役）、土岐隼一（都築圭 役）、寺島惇太（大河タケル 役）、小松昌平（牙崎漣 役）、濱野大輝（円城寺道流 役）。
本放送で、CDの発売日と、AltessimoとTHE 虎牙道を演じる声優が発表された。
アイドルマスター SideM ～理由あって！ニコ生！第7回～
2016年8月6日に配信された。
出演は仲村宗悟、内田雄馬、八代拓、矢野奨吾（岡村直央 役）、古畑恵介（橘志狼 役）、村瀬歩（姫野かのん 役）、三瓶由布子（秋月涼 役）、徳武竜也（九十九一希 役）、浦尾岳大（兜大吾 役）、笠間淳（葛之葉雨彦 役）、汐谷文康（北村想楽 役）、駒田航（古論クリス 役）。
本放送で、CDの発売日と、もふもふえん、F-LAGS、Legendersを演じる声優が発表された。

## Webラジオ
『アイドルマスター SideM ラジオ 315プロNight!』のタイトルで、2015年4月3日からニコニコチャンネルと連携した形でニコニコ生放送で配信されている。

## イベント
アイドルマスター 10周年プロデューサーミーティング ～3.15は、315プロNight！in 2015～
2015年3月15日にテアトル新宿にて開催。アイドルマスターシリーズ10周年記念イベントの2日目として開催。出演者は仲村宗悟（天道輝 役）、内田雄馬（桜庭薫 役）、八代拓（柏木翼 役）、坂上陽三（総合プロデューサー）、門田研照（宣伝担当）。
THE IDOLM@STER ST@RTING LINE 発売記念イベント
CDシリーズ『THE IDOLM@STER ST@RTING LINE』の発売を記念して行われたシークレットイベント。CD内に封入されている応募券で応募する事で参加できた。03&04以降はDRAMATIC STARSを演じる3名のうち1人がMCとして出演している。
|          | 開催日         | 出演者 | 出典  |
| -------- | -------------- | --- | ----- |
| 01&02    | 2015年5月2日   | 仲村宗悟、内田雄馬、八代拓、神原大地（伊集院北斗 役） | [ 8 ] |
| 03&04    | 2015年8月16日  | 仲村宗悟、梅原裕一郎（鷹城恭二 役）、堀江瞬（ピエール 役）、高塚智人（渡辺みのり 役）、野上翔（伊瀬谷四季 役）、千葉翔也（秋山隼人 役）、白井悠介（若里春名 役）、永塚拓馬（冬美旬 役）、渡辺紘（榊夏来 役）                         | [ 9 ] |
| 05&06    | 2015年11月15日 | 仲村宗悟、山谷祥生（蒼井享介 役）、菊池勇成（蒼井悠介 役）、伊東健人（硲道夫 役）、榎木淳弥（舞田類 役）、中島ヨシキ（山下次郎 役）                                                                                                  |       |
| 07&08    | 2016年3月5日   | 八代拓、バレッタ裕（華村翔真 役）、山下大輝（猫柳キリオ 役）、中田祐矢（清澄九郎 役）、熊谷健太郎（握野英雄 役）、濱健人（木村龍 役）、増元拓也（信玄誠司 役）                                                                       |       |
| 09&10    | 2016年5月15日  | 内田雄馬、益山武明（紅井朱雀 役）、深町寿成（黒野玄武 役）、狩野翔（神谷幸広 役）、天﨑滉平（東雲荘一郎 役）、古川慎（アスラン=ベルゼビュートII世 役）、児玉卓也（卯月巻緒 役）、小林大紀（水嶋咲 役）                               |       |
| 11&12    | 2016年8月21日  | 仲村宗悟、永野由祐（神楽麗 役）、土岐隼一（都築圭 役）、寺島惇太（大河タケル 役）、小松昌平（牙崎漣 役）、濱野大輝（円城寺道流 役）                                                                                                  |       |
| 13&14&15 | 2016年11月19日 | 八代拓、矢野奨吾（岡村直央 役）、古畑恵介（橘志狼 役）、村瀬歩（姫野かのん 役）、三瓶由布子（秋月涼 役）、徳武竜也（九十九一希 役）、浦尾岳大（兜大吾 役）、笠間淳（葛之葉雨彦 役)、汐谷文康（北村想楽 役）、駒田航（古論クリス 役） |       |

THE IDOLM@STER SideM SPECIAL ST@GE～はじめまして!オレたち315!!～
2015年8月22日に、幕張メッセ国際展示場１・２・３ホールにて開催された「キャラホビ2015」のメインステージで行われた。
出演者は八代拓、堀江瞬、高塚智人、野上翔、千葉翔也、白井悠介。
ニコニコ超会議2016
2016年4月29日、30日に幕張メッセ国際展示場1～11ホール＋QVCマリンフィールドにて開催された「ニコニコ超会議2016」の超アニメエリアの超アイドルマスターJAPANステージに出演。SideM声優陣の出演は4月29日の第2ステージ「SideMライブビューイングステージ～応援してみた～」と第4ステージ「SideMステージ～絆をたしかめてみた～」の2ステージ。
出演者は、仲村宗悟、内田雄馬、八代拓（以上第4ステージのみ出演）、高塚智人、永塚拓馬、バレッタ裕（以上両ステージ出演）。
THE IDOLM@STER SideM 1st STAGE ～ST@RTING!～ LIVE Blu-ray～理由あってチアリング上映会！～
2016年6月4日、5日に新宿バルト9をはじめ全16館の映画館にて1st STAGE LIVE Blu-rayのMoon Sideのチアリング上映会及び舞台挨拶が行われた。
舞台挨拶出演者は4日が仲村宗悟、堀江瞬、渡辺紘、山谷祥生、伊東健人、5日が八代拓、野上翔、千葉翔也、菊池勇成、榎木淳弥。
THE IDOLM@STER SideM 2nd ANNIVERSARY DISC CD発売記念イベント
2016年10月9日にCDシリーズ『2nd ANNIVERSARY DISC』の発売を記念して都内某所にて開催されたシークレットイベント。アニメイトにて3枚のCD全てを購入することで応募することができた。
出演者は仲村宗悟、高塚智人、野上翔、山谷祥生、中島ヨシキ、神原大地。
THE IDOLM@STER ORIGIN@L PIECES 発売記念イベント
CDシリーズ『THE IDOLM@STER SideM PRIGIN@L PIECES』の発売を記念して行われたアニメイト主催のイベント。CDを予約内金もしくは購入することによって配布されるシリアルナンバーを利用して応募することが出来る。ゲームの同名イベントと同じ都市でイベントが開催される。
|    | 開催日         | 開催場所                      | 出演者                       | 出典 |
| -- | -------------- | ----------------------------- | ---------------------------- | ---- |
| 01 | 2016年11月26日 | 北海道 アニメイト北海道       | 仲村宗悟、中島ヨシキ         |      |
| 02 | 2017年1月15日  | 宮城県 アニメイト仙台         | バレッタ裕、濱健人、永野由祐 |      |
| 03 | 2017年3月18日  | 愛知県 栄ガスビル             | 八代拓、野上翔、天﨑滉平     |      |
| 04 | 2017年5月14日  | 兵庫県 神戸ファッションマート | 神原大地、内田雄馬、小林大紀 |      |

THE IDOLM@STER SideM×山梨「理由あって、山梨」
冬美旬の出身地でもある山梨県で実施されたコラボレーション企画。「若い世代や全国のゲームファンに山梨県の銘菓や伝統工芸、地方新聞などに興味をもってもらい、地域振興を図りたい」というキャッチコピーで山日YBSグループの系列会社であるデジタルデビジョンによって2016年から2019年までの4回に分けて行われている。主な内容として全キャラクターを対象に山梨県の工芸品である宝飾品や印伝を使用したグッズを受注生産で販売したのをはじめ、グッズの見本品やコラボレーションポスターを山梨県庁防災新館1階「やまなしプラザ」や山日YBSグループの社屋である山梨文化会館で展示または掲示。グループの新聞社である山梨日日新聞では全面広告やウェブ版での漫画掲載も行ない、アニメでも登場した旅館など県内を回るバスツアーも催行している。
アイドルマスター SideM ニコニコ超会議2022 出張版
2022年4月30日に幕張メッセ国際展示場9ホール-D6にて開催された「ニコニコ超会議2022」の超アニメエリアの超ゲームエリアに出演。
出演者は菊池勇成、増元拓也、バレッタ裕、中田祐矢、永塚拓馬。

### ライブイベント
ライブイベントのうち2020年7月にメットライフドームで開催予定であった「アイドルマスター SideM 5thライブ（仮称）」は新型コロナウイルス感染症の影響を受け、中止となった。代替のイベントは開催されず、翌年に6thライブが開催された。
キャラクター名、あるいはユニット名のみが出演者として記載されている場合は、3Dモデルを用いたバーチャル出演。
| 公演年 | 形態       | タイトル                                                                      | 公演日・会場                                                          | 出演者 | 出典                 |
| ------ | ---------- | ----------------------------------------------------------------------------- | --------------------------------------------------------------------- | --- | -------------------- |
| 2015年 | 単独ライブ | THE IDOLM@STER SideM 1st STAGE〜ST@RTING!〜                                   | 12月6日 舞浜アンフィシアター（千葉県）                                | 寺島拓篤、松岡禎丞、神原大地、仲村宗悟、内田雄馬、八代拓、梅原裕一郎、堀江瞬、高塚智人、野上翔、千葉翔也、白井悠介、永塚拓馬、渡辺紘、山谷祥生、菊池勇成、伊東健人、榎木淳弥、中島ヨシキ | [ 13 ]               |
| 2016年 | ゲスト出演 | ニコニコ超会議2016 超音楽祭2016                                               | 4月29日 幕張メッセ（千葉県）                                          | 仲村宗悟、内田雄馬、八代拓、伊東健人、榎木淳弥、中島ヨシキ | [ 14 ]               |
| 2017年 | 単独ライブ | THE IDOLM@STER SideM 2nd STAGE〜ORIGIN@L STARS〜                              | 2月11日・12日 幕張メッセイベントホール（千葉県）                      | 両日出演：仲村宗悟、内田雄馬、八代拓 11日のみ：野上翔、千葉翔也、白井悠介、永塚拓馬、渡辺紘、バレッタ裕、山下大輝、中田祐矢、熊谷健太郎、濱健人、増元拓也、益山武明、深町寿成、永野由祐、土岐隼一、三瓶由布子、浦尾岳大、徳武竜也、笠間淳、汐谷文康、駒田航 12日のみ：梅原裕一郎、堀江瞬、高塚智人、山谷祥生、菊池勇成、伊東健人、榎木淳弥、中島ヨシキ、狩野翔、天﨑滉平、古川慎、児玉卓也、小林大紀、寺島惇太、小松昌平、濱野大輝、矢野奨吾、古畑恵介、村瀬歩、松岡禎丞 | [ 15 ]               |
| 2017年 | 単独ライブ | THE IDOLM@STER SideM GREETING TOUR 2017 〜BEYOND THE DREAM〜 広島公演         | 4月2日 BLUE LIVE HIROSHIMA（広島県）                                  | 仲村宗悟、内田雄馬、八代拓、野上翔、千葉翔也、白井悠介、永塚拓馬、渡辺紘 | [ 16 ]               |
| 2017年 | 単独ライブ | THE IDOLM@STER SideM GREETING TOUR 2017 〜BEYOND THE DREAM〜 大阪公演         | 4月16日 オリックス劇場（大阪府）                                      | 熊谷健太郎、濱健人、増元拓也、狩野翔、天﨑滉平、古川慎、児玉卓也、小林大紀、神原大地 | [ 16 ]               |
| 2017年 | ゲスト出演 | ニコニコ超会議2017 超音楽祭2017                                               | 4月30日 幕張メッセ（千葉県）                                          | 熊谷健太郎、濱健人、増元拓也、寺島惇太、小松昌平、濱野大輝 | [ 17 ]               |
| 2017年 | 単独ライブ | THE IDOLM@STER SideM GREETING TOUR 2017 〜BEYOND THE DREAM〜 愛知公演         | 5月6日・7日 センチュリーホール（愛知県）                              | 6日：狩野翔、天﨑滉平、古川慎、児玉卓也、小林大紀、寺島惇太、小松昌平、濱野大輝、笠間淳、汐谷文康、駒田航、松岡禎丞 7日：仲村宗悟、内田雄馬、八代拓、野上翔、千葉翔也、白井悠介、永塚拓馬、渡辺紘、益山武明、深町寿成 | [ 16 ]               |
| 2017年 | 単独ライブ | THE IDOLM@STER SideM GREETING TOUR 2017 〜BEYOND THE DREAM〜 東京公演         | 6月4日 豊洲PIT（東京都）                                              | 伊東健人、榎木淳弥、中島ヨシキ、矢野奨吾、古畑恵介、村瀬歩、三瓶由布子、徳武竜也、浦尾岳大、寺島拓篤 | [ 16 ]               |
| 2017年 | 単独ライブ | THE IDOLM@STER SideM GREETING TOUR 2017 〜BEYOND THE DREAM〜 北海道公演       | 6月11日 Zepp Sapporo（北海道）                                        | 山谷祥生、菊池勇成、熊谷健太郎、濱健人、増元拓也、永野由祐、土岐隼一 | [ 16 ]               |
| 2017年 | 単独ライブ | THE IDOLM@STER SideM GREETING TOUR 2017 〜BEYOND THE DREAM〜 石川公演         | 6月17日 本多の森ホール（石川県）                                      | 梅原裕一郎、堀江瞬、高塚智人、バレッタ裕、山下大輝、中田祐矢、矢野奨吾、古畑恵介、村瀬歩 | [ 16 ]               |
| 2017年 | ゲスト出演 | Animelo Summer Live 2017 -THE CARD-                                           | 8月27日 さいたまスーパーアリーナ（埼玉県）                            | 仲村宗悟、内田雄馬、八代拓、野上翔、千葉翔也、白井悠介、永塚拓馬、渡辺紘、伊東健人、榎木淳弥、中島ヨシキ | [ 18 ]               |
| 2017年 | ゲスト出演 | LisOeuf♪ Party 2017 -AUTUMN-                                                  | 11月4日 日本青年館ホール（東京都）                                    | 仲村宗悟、高塚智人、野上翔、中田祐矢、益山武明、寺島惇太、矢野奨吾、汐谷文康 | [ 19 ]               |
| 2018年 | 単独ライブ | THE IDOLM@STER SideM 3rdLIVE TOUR 〜GLORIOUS ST@GE!〜                         | 2月3・4日 幕張メッセイベントホール（千葉県）                          | 両日出演：仲村宗悟、内田雄馬、八代拓、伊東健人、榎木淳弥、中島ヨシキ、狩野翔、天﨑滉平、古川慎、児玉卓也、小林大紀、永野由祐、土岐隼一、笠間淳、汐谷文康、駒田航 3日のみ：寺島拓篤、神原大地、松岡禎丞、梅原裕一郎、堀江瞬、高塚智人、野上翔、千葉翔也、白井悠介、永塚拓馬、渡辺紘、山谷祥生、菊池勇成、バレッタ裕、山下大輝、中田祐矢、熊谷健太郎、濱健人、増元拓也、益山武明、深町寿成、寺島惇太、小松昌平、濱野大輝、矢野奨吾、古畑恵介、村瀬歩、三瓶由布子、徳武竜也、浦尾岳大 | [ 20 ]               |
| 2018年 | 単独ライブ | THE IDOLM@STER SideM 3rdLIVE TOUR 〜GLORIOUS ST@GE!〜                         | 2月24日・25日 ゼビオアリーナ仙台（宮城県）                            | 両日出演：野上翔、千葉翔也、白井悠介、永塚拓馬、渡辺紘、山谷祥生、菊池勇成、寺島惇太、小松昌平、濱野大輝、矢野奨吾、古畑恵介、村瀬歩、三瓶由布子、徳武竜也、浦尾岳大 24日のみ：益山武明、深町寿成 25日のみ：熊谷健太郎、濱健人、増元拓也 | [ 20 ]               |
| 2018年 | 単独ライブ | THE IDOLM@STER SideM 3rdLIVE TOUR 〜GLORIOUS ST@GE!〜                         | 3月25日 西日本総合展示場（福岡県）                                    | 堀江瞬、高塚智人、伊東健人、榎木淳弥、中島ヨシキ、狩野翔、天﨑滉平、古川慎、児玉卓也、小林大紀、寺島惇太、小松昌平、濱野大輝、矢野奨吾、古畑恵介、村瀬歩、笠間淳、汐谷文康、駒田航 | [ 20 ]               |
| 2018年 | 単独ライブ | THE IDOLM@STER SideM 3rdLIVE TOUR 〜GLORIOUS ST@GE!〜                         | 4月28日・29日 エコパアリーナ（静岡県）                                | 両日出演：仲村宗悟、内田雄馬、八代拓、菊池勇成、熊谷健太郎、濱健人、増元拓也、益山武明、永野由祐、土岐隼一 28日のみ：山谷祥生、バレッタ裕、中田祐矢、深町寿成、狩野翔、天﨑滉平、古川慎、児玉卓也、小林大紀 29日のみ：野上翔、千葉翔也、白井悠介、永塚拓馬、渡辺紘、伊東健人、榎木淳弥、中島ヨシキ、笠間淳、汐谷文康、駒田航 | [ 20 ]               |
| 2018年 | 単独ライブ | THE IDOLM@STER SideM Five-St@r Party!!                                        | 5月20日 パシフィコ横浜（神奈川県）                                    | 寺島拓篤、松岡禎丞、神原大地、仲村宗悟、内田雄馬、八代拓、堀江瞬、高塚智人、野上翔、千葉翔也、白井悠介、永塚拓馬、渡辺紘、山谷祥生、菊池勇成、伊東健人、榎木淳弥、中島ヨシキ、石川界人、河西健吾 | [ 21 ]               |
| 2018年 | ゲスト出演 | Animelo Summer Live 2018 "OK!"                                                | 8月25日 さいたまスーパーアリーナ（埼玉県）                            | 仲村宗悟、堀江瞬、野上翔、山谷祥生、伊東健人、熊谷健太郎、狩野翔、土岐隼一、矢野奨吾、笠間淳 | [ 22 ]               |
| 2019年 | ゲスト出演 | リスアニ!LIVE 2019                                                            | 1月27日 日本武道館（東京都）                                          | 仲村宗悟、高塚智人、山谷祥生、菊池勇成、益山武明、深町寿成 | [ 23 ]               |
| 2019年 | 単独ライブ | THE IDOLM@STER SideM PRODUCER MEETING 315 SP@RKLING TIME WITH ALL!!!          | 3月15日 - 17日 幕張メッセイベントホール（千葉県）                     | 15日：仲村宗悟、高塚智人、濱健人、古川慎、益山武明、古畑恵介、小松昌平、永野由祐、山谷祥生、永塚拓馬、深町寿成、矢野奨吾、徳武竜也、菊池勇成、増元拓也、バレッタ裕、児玉卓也、汐谷文康 16日：寺島拓篤、濱健人、千葉翔也、小林大紀、古畑恵介、小松昌平、濱野大輝、永野由祐、山下大輝、深町寿成、矢野奨吾、伊東健人、駒田航、菊池勇成、増元拓也、中田祐矢、白井悠介、狩野翔、児玉卓也 17日：寺島拓篤、仲村宗悟、高塚智人、野上翔、益山武明、寺島惇太、浦尾岳大、山谷祥生、熊谷健太郎、永塚拓馬、渡辺紘、天﨑滉平、中島ヨシキ、笠間淳、土岐隼一、バレッタ裕、中田祐矢、狩野翔、榎木淳弥、汐谷文康 | [ 24 ]               |
| 2019年 | 単独ライブ | THE IDOLM@STER SideM 4th STAGE 〜TRE@SURE GATE〜                              | 5月11日・12日 さいたまスーパーアリーナ (埼玉県)                       | 両日出演：神原大地、仲村宗悟、土岐隼一、堀江瞬、山谷祥生、熊谷健太郎、中田祐矢、千葉翔也、渡辺紘、益山武明、児玉卓也、矢野奨吾、古畑恵介、榎木淳弥、寺島惇太、浦尾岳大、笠間淳 11日のみ：永野由祐、菊池勇成、濱健人、増元拓也、バレッタ裕、山下大輝、深町寿成、伊東健人、中島ヨシキ、小松昌平、濱野大輝、汐谷文康、駒田航 12日のみ：寺島拓篤、松岡禎丞、内田雄馬、八代拓、梅原裕一郎、高塚智人、野上翔、白井悠介、永塚拓馬、狩野翔、天﨑滉平、古川慎、小林大紀、村瀬歩、徳武竜也 | [ 25 ]               |
| 2019年 | ゲスト出演 | 20th Anniversary ランティス祭り2019 A・R・I・G・A・T・O ANISONG               | 6月22日 幕張メッセ国際展示場（千葉県）                                | 寺島拓篤、仲村宗悟、堀江瞬、バレッタ裕、千葉翔也、狩野翔、古畑恵介、中島ヨシキ、寺島惇太、駒田航 | [ 26 ]               |
| 2019年 | ゲスト出演 | Animelo Summer Live 2019 -STORY-                                              | 8月31日 さいたまスーパーアリーナ (埼玉県)                             | 寺島拓篤、仲村宗悟、寺島惇太、小松昌平、濱野大輝、笠間淳、汐谷文康、駒田航 | [ 27 ]               |
| 2019年 | ゲスト出演 | バンダイナムコエンターテインメントフェスティバル                              | 10月19日 東京ドーム（東京都）                                         | 寺島拓篤、松岡禎丞、神原大地、仲村宗悟、菊池勇成、熊谷健太郎、濱健人、増元拓也、白井悠介、益山武明、深町寿成、古畑恵介、伊東健人、榎木淳弥、中島ヨシキ、小松昌平、笠間淳 | [ 28 ]               |
| 2021年 | 単独ライブ | THE IDOLM@STER SideM PRODUCER MEETING WELCOME TO PLEASURE 315 G＠RDEN!!!      | 3月13日・3月14日 武蔵野の森総合スポーツプラザメインアリーナ（東京都） | 両日出演：仲村宗悟、寺島拓篤、千葉翔也、深町寿成、狩野翔、古畑恵介、駒田航 13日のみ:菊池勇成、熊谷健太郎、濱健人、増元拓也、バレッタ裕、中田祐矢、益山武明、野上翔、白井悠介、永塚拓馬、渡辺紘、矢野奨吾、笠間淳、汐谷文康 14日のみ:永野由祐、土岐隼一、堀江瞬、高塚智人、児玉卓也、小林大紀、伊東健人、榎木淳弥、中島ヨシキ、寺島惇太、小松昌平、濱野大輝、三瓶由布子、浦尾岳大、比留間俊哉 | [ 29 ]               |
| 2021年 | ゲスト出演 | Bilibili World 2021 上海×日本特設会場                                         | 7月11日 会場不明                                                      | 笠間淳 | [ 30 ]               |
| 2021年 | 単独ライブ | THE IDOLM@STER SideM 6thLIVE TOUR 〜NEXT DESTIN@TION!〜 Side KOBE             | 11月6日、7日 ワールド記念ホール（兵庫県）                             | 両日出演：永野由祐、土岐隼一、山谷祥生、菊池勇成、バレッタ裕、中田祐矢、狩野翔、児玉卓也、小林大紀、笠間淳、汐谷文康 6日のみ：永塚拓馬、渡辺紘、矢野奨吾、古畑恵介 7日のみ：熊谷健太郎、濱健人、増元拓也、駒田航 | [ 31 ]               |
| 2021年 | 特別生配信 | アイドルマスター SideM 特別生配信 2021                                        | 11月10日 MIRAIKEN studio                                              | 永野由祐、笠間淳、伊瀬結陸、宮﨑雅也、大塚剛央 | [ 32 ]               |
| 2022年 | 単独ライブ | THE IDOLM@STER SideM 6thLIVE TOUR 〜NEXT DESTIN@TION!〜 Side TOKYO            | 1月8日・1月9日 国立代々木競技場・第一体育館（東京都）                 | 両日出演：仲村宗悟、寺島拓篤、神原大地、益山武明、深町寿成、三瓶由布子、比留間俊哉、浦尾岳大、笠間淳、汐谷文康、駒田航、伊瀬結陸、宮﨑雅也、大塚剛央 9日のみ：永野由祐、土岐隼一、堀江瞬、高塚智人、山谷祥生、菊池勇成、熊谷健太郎、濱健人、増元拓也、バレッタ裕、中田祐矢、野上翔、千葉翔也、永塚拓馬、渡辺紘、狩野翔、天﨑 滉平、児玉卓也、小林大紀、古川慎、矢野奨吾、古畑恵介、伊東健人、榎木淳弥、中島ヨシキ、寺島惇太、小松昌平、濱野大輝 | [ 31 ] [ 33 ] [ 34 ] |
| 2022年 | 単独ライブ | THE IDOLM@STER SideM PRODUCER MEETING 315 BE@T OF PASSION FESTIVAL!!!         | 3月12日・13日 武蔵野の森総合スポーツプラザメインアリーナ（東京都）    | 両日出演：濱健人、古畑恵介、小松昌平、大塚剛央、神原大地、永塚拓馬、矢野奨吾、菊池勇成、増元拓也、中田祐矢、汐谷文康 12日のみ：仲村宗悟、高塚智人、益山武明、濱野大輝、伊東健人、比留間俊哉、伊瀬結陸、バレッタ裕、狩野翔、（渡辺紘） 13日のみ：中島ヨシキ、小林大紀、寺島惇太、浦尾岳大、永野由祐、深町寿成、笠間淳、堀江瞬、児玉卓也、宮﨑雅也 | [ 36 ]               |
| 2022年 | 単独ライブ | THE IDOLM@STER SideM 6thLIVE TOUR 〜NEXT DESTIN@TION!〜 Side HOKKAIDO         | 4月16日・17日 真駒内セキスイハイムアイスアリーナ（北海道）            | 両日出演：濱健人、増元拓也、益山武明、寺島惇太、小松昌平、濱野大輝、三瓶由布子、比留間俊哉、浦尾岳大 16日のみ：神原大地、高塚智人、深町寿成 17日のみ：仲村宗悟、熊谷健太郎、バレッタ裕、中田祐矢 | [ 31 ]               |
| 2022年 | ゲスト出演 | バンダイナムコエンターテインメントフェスティバル 2nd                          | 5月15日 ZOZOマリンスタジアム（千葉県）                                | 神原大地、渡辺紘、深町寿成、狩野翔、児玉卓也、小林大紀、小松昌平、濱野大輝、三瓶由布子、比留間俊哉、浦尾岳大、笠間淳、汐谷文康、伊瀬結陸、宮﨑雅也、大塚剛央 | [ 38 ]               |
| 2022年 | ゲスト出演 | 『xR ARTISTS SUPER FES 2022』xR Millennium LIVE@Earth                         | 7月3日 会場不明（有料生配信のみ）                                     | 駒田航、深町寿成 | [ 39 ] [ 40 ]        |
| 2022年 | ゲスト出演 | イナズマロックフェス2022                                                      | 9月18日 烏丸半島芝生広場（滋賀県）                                    | 仲村宗悟、神原大地、濱健人、バレッタ裕、中田祐矢、千葉翔也、渡辺紘、益山武明、深町寿成、伊東健人、中島ヨシキ、濱野大輝 | [ 41 ]               |
| 2022年 | 単独ライブ | THE IDOLM@STER SideM 7th STAGE 〜GROW & GLOW〜 STARLIGHT SIGN@L               | 10月1日・2日 愛知県国際展示場（愛知県）                               | 両日出演：山谷祥生、菊池勇成、矢野奨吾、古畑恵介、寺島惇太、小松昌平、濱野大輝、伊瀬結陸、宮﨑雅也、大塚剛央 1日：バレッタ裕、中田祐矢、狩野翔、児玉卓也、小林大紀 2日：高塚智人、永塚拓馬、渡辺紘、笠間淳、汐谷文康、駒田航 | [ 42 ] [ 43 ]        |
| 2022年 | 合同ライブ | THE IDOLM@STER ORCHESTRA CONCERT 〜SYMPHONY OF FIVE STARS!!!!!〜              | 11月13日 幕張メッセ イベントホール（千葉県）                          | Altessimo | [ 44 ] [ 45 ]        |
| 2022年 | 単独ライブ | THE IDOLM@STER SideM 7th STAGE 〜GROW & GLOW〜 SUNLIGHT SIGN@L                | 12月3日・4日 横浜アリーナ（神奈川県）                                 | 3日：神原大地、土岐隼一、永野由祐、梅原裕一郎、堀江瞬、高塚智人、熊谷健太郎、濱健人、増元拓也、山下大輝、バレッタ裕、中田祐矢、狩野翔、児玉卓也、小林大紀、濱野大輝 4日：仲村宗悟、内田雄馬、八代拓、千葉翔也、永塚拓馬、渡辺紘、白井悠介、野上翔、益山武明、深町寿成、伊東健人、榎木淳弥、中島ヨシキ、寺島惇太、小松昌平、三瓶由布子、浦尾岳大、比留間俊哉、笠間淳、汐谷文康、駒田航 | [ 46 ]               |
| 2023年 | 合同ライブ | THE IDOLM@STER M@STERS OF IDOL WORLD!!!!! 2023                                | 2月11日・12日 東京ドーム（東京都）                                    | 11日：仲村宗悟、寺島拓篤、神原大地、堀江瞬、高塚智人、矢野奨吾、古畑恵介、伊瀬結陸、宮﨑雅也、大塚剛央 12日：熊谷健太郎、濱健人、増元拓也、狩野翔、児玉卓也、小林大紀、三瓶由布子、比留間俊哉、浦尾岳大 | [ 47 ]               |
| 2023年 | 単独ライブ | 315 Production presents F＠NTASTIC COMBINATION LIVE 〜BRAINPOWER!!〜          | 7月9日 神奈川県民ホール（神奈川県）                                   | DRAMATIC STARS、S.E.M | [ 48 ]               |
| 2023年 | 単独ライブ | THE IDOLM@STER SideM 8th STAGE 〜ALL H@NDS TOGETHER〜                         | 10月28日・29日 Kアリーナ横浜（神奈川県）                              | 両日出演：永野由祐、熊谷健太郎、濱健人、増元拓也、バレッタ裕、中田祐矢、益山武明、矢野奨吾、古畑恵介、中島ヨシキ、浦尾岳大、比留間俊哉、笠間淳、汐谷文康 28日のみ：仲村宗悟、内田雄馬、八代拓、神原大地 29日のみ：土岐隼一、堀江瞬、高塚智人、菊池勇成、山谷祥生、千葉翔也、永塚拓馬、渡辺紘、野上翔、深町寿成、狩野翔、天﨑滉平、古川慎、児玉卓也、小林大紀、伊東健人、榎木淳弥、寺島惇太、濱野大輝、小松昌平、三瓶由布子、駒田航、伊瀬結陸、宮﨑雅也、大塚剛央 | [ 49 ]               |
| 2023年 | 単独ライブ | 315 Production presents F＠NTASTIC COMBINATION LIVE 〜BRAINPOWER!!〜 追加公演 | 11月17日 幕張メッセ 国際展示場ホール9-10（千葉県）                    | DRAMATIC STARS、S.E.M | [ 50 ]               |
| 2023年 | 単独ライブ | 315 Production presents F＠NTASTIC COMBINATION LIVE 〜CONNECTIME!!!!〜        | 11月18日・19日 幕張メッセ 国際展示場ホール9-10（千葉県）              | harmony chord：Altessimo、彩 DIMENSION ARROW：Legenders、C.FIRST | [ 51 ]               |
| 2024年 | 単独ライブ | 315 Production presents F＠NTASTIC COMBINATION LIVE 〜HEARTMAKER!!!!〜        | 4月13日・14日 幕張イベントホール（千葉県）                            | SPIRIT'S WAY：Beit、神速一魂 BELIEVER'S MATCH：W、THE 虎牙道 | [ 52 ]               |
| 2024年 | 単独ライブ | THE IDOLM@STER SideM 9th STAGE 〜MIR＠-CIRCLE CRESCENDO〜                     | 7月13日・14日 幕張メッセ 国際展示場ホール9-11（千葉県）               | 13日：高塚智人、菊池勇成、山谷祥生、濱健人、増元拓也、バレッタ裕、中田祐矢、千葉翔也、永塚拓馬、渡辺紘、白井悠介、野上翔、寺島惇太、濱野大輝、小松昌平、笠間淳、汐谷文康、駒田航、伊瀬結陸、宮﨑雅也、大塚剛央 14日：仲村宗悟、八代拓、寺島拓篤、神原大地、土岐隼一、永野由祐、益山武明、深町寿成、狩野翔、天﨑滉平、古川慎、児玉卓也、小林大紀、矢野奨吾、古畑恵介、伊東健人、榎木淳弥、中島ヨシキ、三瓶由布子、浦尾岳大、比留間俊哉 | [ 53 ]               |
| 2024年 | 合同ライブ | VΔLZ×DRAMATIC STARS COLLABORATION LIVE 〜劇的演舞〜                           | 7月21日 会場不明（有料生配信のみ）                                    | DRAMATIC STARS | [ 54 ]               |
| 2024年 | 単独ライブ | THE IDOLM@STER SideM 10th ANNIVERSARY MEETING 〜P@SSION BANG!!!〜             | 11月3日 松山市民会館（愛媛県）                                        | 神原大地、児玉卓也、土岐隼一、古畑恵介、高塚智人、濱野大輝、山谷祥生、浦尾岳大、熊谷健太郎、汐谷文康、濱健人、伊瀬結陸 | [ 55 ]               |
| 2024年 | 単独ライブ | 315 Production presents F＠NTASTIC COMBINATION LIVE 〜PINATATIME!!〜          | 12月1日 横浜BUNTAI（神奈川県）                                        | High×Joker、Café Parade | [ 56 ]               |
| 2024年 | 合同ライブ | THE IDOLM@STER M@STER EXPO                                                    | 12月14日 幕張メッセ（千葉県）                                         | 天道輝、大河タケル、眉見鋭心、鷹城恭二、黒野玄武、古論クリス、都築圭、蒼井悠介、舞田類 | [ 57 ]               |
| 2024年 | 単独ライブ | THE IDOLM@STER SideM 10th ANNIVERSARY MEETING 〜P@SSION SPARKS!!!〜           | 12月22日 熊本城ホール（熊本県）                                       | 菊池勇成、寺島惇太、増元拓也、小松昌平、バレッタ裕、比留間俊哉、渡辺紘、白井悠介、笠間淳、狩野翔、宮﨑雅也 | [ 55 ]               |
| 2025年 | 単独ライブ | THE IDOLM@STER SideM 10th ANNIVERSARY MEETING 〜P@SSION SUNDAE!!!〜           | 2月8日・9日 オリックス劇場（大阪府）                                  | 両日出演：永野由祐、中田祐矢、永塚拓馬、益山武明、狩野翔 8日のみ：神原大地、高塚智人、菊池勇成、増元拓也、バレッタ裕、児玉卓也、古畑恵介、比留間俊哉、笠間淳、宮﨑雅也 9日のみ：熊谷健太郎、渡辺紘、小林大紀、矢野奨吾、伊東健人、中島ヨシキ、寺島惇太、浦尾岳大、汐谷文康、伊瀬結陸、天﨑滉平（夜公演のみ） | [ 58 ]               |
| 2025年 | 単独ライブ | THE IDOLM@STER SideM 10th ANNIVERSARY MEETING 〜P@SSION UP!!!〜               | 3月15日・16日 幕張イベントホール（千葉県）                            | 両日出演：立木文彦、河西健吾 15日：寺島拓篤、永野由祐、山谷祥生、熊谷健太郎、濱健人、バレッタ裕、渡辺紘、狩野翔、古川慎、児玉卓也、古畑恵介、榎木淳弥、小松昌平、三瓶由布子、浦尾岳大、比留間俊哉、笠間淳、宮﨑雅也 16日：神原大地、土岐隼一、堀江瞬、高塚智人、菊池勇成、増元拓也、中田祐矢、千葉翔也、永塚拓馬、白井悠介、益山武明、天﨑滉平、小林大紀、矢野奨吾、寺島惇太、濱野大輝、汐谷文康、伊瀬結陸、大塚剛央 | [ 58 ]               |
| 2025年 | 単独ライブ | 315 Production presents F＠NTASTIC COMBINATION LIVE ～CHOCOFFICERANGER!!～    | 5月17日 幕張イベントホール（千葉県）                                  | FRAME、もふもふえん | [ 59 ]               |
| 2025年 | 単独ライブ | 315 Production presents F＠NTASTIC COMBINATION LIVE ～AtoZto!!～              | 5月18日 幕張イベントホール（千葉県）                                  | Jupiter、F-LAGS | [ 60 ]               |
| 2025年 | 単独ライブ | THE IDOLM@STER SideM 10th ANNIVERSARY ST@GE 〜P@SSION-ING!!!〜                | 7月12日・13日 Kアリーナ横浜（神奈川県）                               | 12日：仲村宗悟、内田雄馬、八代拓、梅原裕一郎、堀江瞬、高塚智人、菊池勇成、山谷祥生、熊谷健太郎、濱健人、増元拓也、山下大輝、バレッタ裕、中田祐矢、千葉翔也、永塚拓馬、渡辺紘、白井悠介、野上翔、三瓶由布子、浦尾岳大、比留間俊哉、伊瀬結陸、宮﨑雅也、大塚剛央 13日：寺島拓篤、神原大地、土岐隼一、永野由祐、益山武明、深町寿成、狩野翔、天﨑滉平、古川慎、児玉卓也、小林大紀、矢野奨吾、古畑恵介、伊東健人、榎木淳弥、中島ヨシキ、寺島惇太、濱野大輝、小松昌平、笠間淳、汐谷文康、駒田航 | [ 55 ] [ 61 ]        |
| 2025年 | 合同ライブ | THE IDOLM@STER 20th anniversary ORCHESTRA CONCERT SYMPHONY OF BRILLIANT STARS | 7月21日 パシフィコ横浜 国立大ホール（神奈川県）                       | 桜庭薫（昼公演のみ） | [ 62 ] [ 63 ]        |
| 2025年 | 合同ライブ | Animelo Summer Live 2025 "ThanXX!"                                            | 8月31日 さいたまスーパーアリーナ（埼玉県）                            | 仲村宗悟、寺島拓篤、益山武明、深町寿成、伊瀬結陸、宮﨑雅也、大塚剛央 | [ 64 ]               |
| 2025年 | 単独ライブ | 315 Production presents F＠NTASTIC BATTLE FES ～Who goes first～              | 10月4日・5日 幕張イベントホール（千葉県）                             | DRAMATIC STARS、FRAME、彩、High×Joker、神速一魂、THE 虎牙道、F-LAGS、Legenders | [ 65 ]               |
| 2025年 | 単独ライブ | 315 Production presents F＠NTASTIC BATTLE FES ～Who goes first～              | 11月15日・16日 オリックス劇場（大阪府）                               | DRAMATIC STARS、FRAME、彩、High×Joker、神速一魂、THE 虎牙道、F-LAGS、Legenders | [ 65 ]               |
| 2025年 | 合同ライブ | THE IDOLM@STER M@STERS OF IDOL WORLD 2025                                     | 12月12日・13日 京セラドーム大阪                                       | 12日：熊谷健太郎、濱健人、増元拓也、バレッタ裕、中田祐矢、三瓶由布子、浦尾岳大、比留間俊哉、伊瀬結陸、宮﨑雅也 13日：仲村宗悟、神原大地、益山武明、深町寿成、伊東健人、榎木淳弥、中島ヨシキ、寺島惇太、濱野大輝、小松昌平、笠間淳、汐谷文康、駒田航 | [ 66 ] [ 67 ]        |

## 関連メディア展開

### 漫画
アイドルマスター SideM ドラマチックステージ
『電撃マオウ』2015年11月号から2017年9月号まで連載。作画は加藤ミチル。
1. 2016年3月10日発売 ISBN 978-4-04-865836-2
2. 2016年12月22日発売 ISBN 978-4-04-892457-3
3. 2017年8月22日発売 ISBN 978-4-04-892989-9

アイドルマスター SideM 理由あってMini!
『電撃マオウ』2016年6月号から2018年3月号まで連載。作画はスメラギ。
2018年10月よりアニメ化されることが決定、それに伴い、『電撃マオウ』2018年11月号から2019年3月号まで「アイドルマスター SideM　理由あってMini! リターンズ」として短期連載再開した。
1. 2017年3月22日発売 ISBN 978-4-04-892689-8
2. 2018年3月22日発売 ISBN 978-4-04-893724-5

アイドルマスター SideM ストラグルハート
『電撃マオウ』2017年12月号から2020年4月号まで連載。作画は加藤ミチル。
単行本は通常版に加えてオリジナルCD付きの限定版が同時発売されている。
1. 2019年2月22日発売 通常版 ISBN 978-4-04-912062-2/限定版 ISBN 978-4-04-912250-3
限定版のオリジナルCDにはボイスドラマとTHE 虎牙道が歌う「スマイル・エンゲージ」、Beitが歌う「強く尊き獣たち」を収録。
2. 2020年9月19日発売 通常版 ISBN 978-4-04-913172-7/限定版 ISBN 978-4-04-913173-4
限定版のオリジナルCDにはボイスドラマと彩が歌う「勇敢なるキミへ」、FRAMEが歌う「喝彩！～花鳥風月～」を収録。

アイドルマスター SideM コミックアンソロジー
一迅社DNAメディアコミックスより発売。
1. 2015年11月30日発売 ISBN 978-4-7580-0882-2
2. 2015年11月30日発売 ISBN 978-4-7580-0883-9
3. 2018年6月25日発売 ISBN 978-4-7580-0989-8

アイドルマスター SideM アンソロジー
KADOKAWAエンターブレインB's-LOG COMICSより発売。
- 「Marvelous」、2015年12月28日発売 ISBN 978-4-04-730840-4
- 「Miracle」、2016年2月29日発売 ISBN 978-4-04-730959-3

### 舞台
ドラマチックライブステージ「アイドルマスター SideM」
2022年6月16日から26日まで天王洲 銀河劇場にて公演。DRAMATIC STARS、High×Joker、C.FIRSTが登場する。『GROWING STARS』のメインストーリーを基にしつつ、舞台オリジナルのストーリーが描かれる。

キャスト
DRAMATIC STARS、High×Joker、C.FIRST、山村賢が登場する。詳細は「#登場キャラクター」を参照。
スタッフ
- 演出 - 荒木宏文
- 脚本 - 佐野瑞樹
- 主催 - バンダイナムコエンターテインメント
- 制作 - S-SIZE

楽曲
「Sunrise Dreamer」
歌：DRAMATIC STARS（DRAMATIC LIVE STAGE）
作詞：松井洋平、作曲：BNSI（大澤めい）、編曲：椿山日南子（Dream Monster）
「LET'S GO ALL THE WAY!」
歌：High×Joker（DRAMATIC LIVE STAGE）
作詞：結城アイラ、作曲・編曲：光増ハジメ（FirstCall）
「Don't U Worry」
歌：C.FIRST（DRAMATIC LIVE STAGE）
作詞：Hayato Yamamoto・Kanata Okajima、作曲：早川博隆（Rebrast）・道場秀三郎（Rebrast）・Belex（Rebrast）、編曲：Belex（Rebrast）・早川博隆（Rebrast）
「Our Colorful Stage!!!」
歌：315 STARS（DRAMATIC LIVE STAGE）
作詞：柿埜嘉奈子、作曲・編曲：Yu（vague）

THE IDOLM@STER SideM PASSIONABLE READING SHOW -超常事変〜対立スル正義〜-
2023年3月11日・12日に武蔵野の森総合スポーツプラザ メインアリーナにて公演。ゲーム内で描かれるイベント「超常事変」を基にした朗読劇。
11日公演にて前半、12日公演にて後半の物語が描かれ、両日で物語が完結する。朗読劇はアイドルたちの日常パートと劇中劇（映画）パートに分かれ、日常パートでは観客が参加することでシナリオが変化する箇所が存在する。

キャスト（3月11日）
以下のキャストは、アイドル名〈劇中劇での役名〉の順に表記。また、一日のみ出演のキャストであっても、もう片方の公演にも声のみ出演している場合がある。
- 神原大地（伊集院北斗〈縁波繁〉 役 / 12日は声のみ）
- 永野由祐（神楽麗〈音霧壊〉 役）
- 堀江瞬（ピエール〈エレーヌ〉 役）
- 山谷祥生（蒼井享介〈速風光楓〉 役）
- 熊谷健太郎（握野英雄〈遠耶麻透〉 役）
- 増元拓也（信玄誠司〈守部圭護〉 役）
- バレッタ裕（華村翔真〈津代喜呱々呂〉 役）
- 渡辺紘（榊夏来〈水無月時雨〉 役 / 12日は声のみ）
- 白井悠介（若里春名〈春野威吹〉 役 / 12日は声のみ）
- 児玉卓也（卯月巻緒〈暖野優壱〉 役）
- 小林大紀（水嶋咲〈隠谷宇未〉 役）
- 古畑恵介（橘志狼〈強花力希〉 役）
- 伊東健人（硲道夫〈路野行人〉 役）
- 濱野大輝（円城寺道流〈表裏多一〉 役）
- 比留間俊哉（九十九一希〈裏辺思織〉 役）
- 笠間淳（葛之葉雨彦〈暗武深影〉 役 / 12日は声のみ）
- 伊瀬結陸（天峰秀〈水辺蒼波〉 役）
- 宮﨑雅也（花園百々人〈御田真練〉 役 / 12日は声のみ）

キャスト（3月12日）
- 寺島拓篤（天ヶ瀬冬馬〈星月光〉 役 / 11日は声のみ）
- 土岐隼一（都築圭〈音津閃理〉 役）
- 高塚智人（渡辺みのり〈叶納望海〉 役 / 11日は声のみ）
- 菊池勇成（蒼井悠介〈速風走汰〉 役）
- 濱健人（木村龍〈運画零〉 役）
- 中田祐矢（清澄九郎〈黒鵜真易〉 役）
- 千葉翔也（秋山隼人〈厚木獅子雄〉 役 / 11日は声のみ）
- 永塚拓馬（冬美旬〈鈴重零司〉 役 / 11日は声のみ）
- 狩野翔（神谷幸広〈幸喜新〉 役）
- 天﨑滉平（東雲荘一郎〈用心深御〉 役）
- 古川慎（アスラン＝BBII世〈セオ〉 役）
- 矢野奨吾（岡村直央〈意志位強矢〉 役）
- 榎木淳弥（舞田類〈佳枝篠楽玖〉 役）
- 中島ヨシキ（山下次郎〈成変研太〉 役）
- 寺島惇太（大河タケル〈土門作真〉 役）
- 小松昌平（牙崎漣〈轟雷斗〉 役 / 11日は声のみ）
- 浦尾岳大（兜大吾〈剣宮当流〉 役）
- 汐谷文康（北村想楽〈真我利捻示〉 役 / 11日は声のみ）
- 大塚剛央（眉見鋭心〈固井堅輔〉 役）

キャスト（両日）
- 野上翔（伊瀬谷四季〈拝田丞〉 役）
- 益山武明（紅井朱雀〈火野瀬紅炎〉 役）

声の出演（両日）
- 松岡禎丞（御手洗翔太〈井戸動汐〉 役）
- 仲村宗悟（天道輝〈思聞残〉 役）
- 内田雄馬（桜庭薫〈植下癒宇〉 役）
- 八代拓（柏木翼〈穏田白黒〉 役）
- 梅原裕一郎（鷹城恭二〈景藤良〉 役）
- 山下大輝（猫柳キリオ〈道家野摸之未〉 役）
- 深町寿成（黒野玄武〈山模範数〉 役）
- 村瀬歩（姫野かのん〈可愛みこと〉 役）
- 三瓶由布子（秋月涼〈前駄転羽太〉 役）
- 駒田航（古論クリス〈憧希ウォーレン〉 役）
- 立木文彦（齋藤孝司 役）
- 河西健吾（山村賢 役）

THE IDOLM@STER SideM PASSIONABLE READING SHOW -天地四心伝-
2024年2月10日・11日に幕張イベントホールにて公演。朗読劇イベント第2弾であり、「和風ファンタジー映画」をテーマとする。10日公演にて「丹碧の乱」、11日公演にて前日譚「千紫万紅の乱」の物語が描かれ、両日で物語が完結する。
キャスト（2月10日）
- 神原大地（伊集院北斗〈劉爽〉役）
- 土岐隼一（都築圭〈沖之丞〉役）
- 高塚智人（渡辺みのり〈頼〉役）
- 山谷祥生（蒼井享介〈篝〉役）
- 熊谷健太郎（握野英雄〈煌真〉役）
- 濱健人（木村龍〈縁〉役）
- 中田祐矢（清澄九郎〈雪之助〉役）
- 渡辺紘（榊夏来〈陽炎〉役）
- 白井悠介（若里春名〈俊良〉役）
- 深町寿成（黒野玄武〈応然〉役）
- 狩野翔（神谷幸広〈白波〉役）
- 小林大紀（水嶋咲〈勇〉役）
- 矢野奨吾（岡村直央〈焔〉役）
- 中島ヨシキ（山下次郎〈蒼生〉役）
- 小松昌平（牙崎漣〈火卯我〉役）
- 浦尾岳大（兜大吾〈空燕〉役）
- 笠間淳（葛之葉雨彦〈紅蓮〉役）
- 伊瀬結陸（天峰秀〈海月〉役）
- 宮﨑雅也（花園百々人〈烈〉役）

キャスト（2月11日）
- 寺島拓篤（天ヶ瀬冬馬〈蒼生〉役）
- 永野由祐（神楽麗〈結〉役）
- 堀江瞬（ピエール〈劉爽〉役）
- 菊池勇成（蒼井悠介〈燈〉役）
- 増元拓也（信玄誠司〈叢雲〉役）
- バレッタ裕（華村翔真〈風雪〉役）
- 千葉翔也（秋山隼人〈火継〉役）
- 永塚拓馬（冬美旬〈応然〉役）
- 野上翔（伊瀬谷四季〈盟〉役）
- 益山武明（紅井朱雀〈信〉役）
- 児玉卓也（卯月巻緒〈珀瑛〉役）
- 古畑恵介（橘志狼〈縁〉役）
- 寺島惇太（大河タケル〈燐〉役）
- 濱野大輝（円城寺道流〈紫耀英〉役）
- 三瓶由布子（秋月涼〈白波〉役）
- 比留間俊哉（九十九一希〈劉帆〉役）
- 汐谷文康（北村想楽〈水簾〉役）
- 大塚剛央（眉見鋭心〈紅蓮〉役）

声の出演（2月10日）
- 松岡禎丞（御手洗翔太〈若葉〉役）
- 八代拓（柏木翼〈火継〉役）
- 梅原裕一郎（鷹城恭二〈哉藍〉役）
- 山下大輝（猫柳キリオ〈廻流〉役）
- 村瀬歩（姫野かのん〈梓洋〉役）
- 伊東健人（硲道夫〈志積〉役）

声の出演（2月11日）
- 仲村宗悟（天道輝〈正義〉役）
- 内田雄馬（桜庭薫〈不知火〉役）
- 天﨑滉平（東雲荘一郎〈崔亮〉役）
- 古川慎（アスラン＝BBII世〈凪左〉役）
- 榎木淳弥（舞田類〈雨水〉役）
- 駒田航（古論クリス〈偃月〉役）

## テレビアニメ

### アイドルマスター SideM
2017年2月12日に行われた「THE IDOLM@STER SideM 2nd STAGE〜ORIGIN@L STARS〜」2日目の公演内にて発表され、同年10月から12月までTOKYO MX・朝日放送・メ〜テレ・BS11ほかにて放送された。
放送開始前週には前日譚にあたる1時間スペシャルとして『THE IDOLM@STER Prologue SideM -Episode of Jupiter-』、前々週には特別番組『『アイドルマスター SideM』放送記念SP St＠rting Ceremony』がそれぞれ放送された。
制作は『THE IDOLM@STER』『アイドルマスター シンデレラガールズ』に続いてA-1 Picturesが担当するほか、これまで「アイドルマスターシリーズ」に携わってきたスタッフが参加している。また、世界観はテレビアニメ版『THE IDOLM@STER』や劇場版『THE IDOLM@STER MOVIE 輝きの向こう側へ！』と共有である。
当アニメではJupiter、DRAMATIC STARS、Beit、W、High×Joker、S.E.Mのアイドルグループが315プロダクション所属の主要アイドルとして登場する。彼らを中心に描くが、ゲームで登場する他のアイドルグループについても315プロ所属前の職業で各話の部分的なシーンに登場する形を取っている。なお、それらの詳細な出来事については、ゲーム版公式サイト内の特設ページにて漫画形式で紹介している。

#### スタッフ
- 原作 - バンダイナムコエンターテインメント[74]
- 監督 - 原田孝宏、黒木美幸[74]
- シリーズ構成 - 綾奈ゆにこ、菅原雪絵[74]
- アニメーションキャラクター原案 - 曽我部修司
- キャラクターデザイン - 田中裕介、飯塚晴子[74]
- 総作画監督 - 田中裕介、吉川真帆[74]
- デザインワークス - 吉川真帆、米澤彩織、戸髙真希、藤裕子、田村里美
- 色彩設計 - 横田明日香[74]
- 美術設定 - 藤井一志[74]
- 美術監督 - 薄井久代[74]
- 3Dディレクター - 福田陽[74]
- 撮影監督 - 長瀬由起子[74]
- 編集 - 三嶋章紀[74]
- 音響監督 - 濱野髙年[74]
- 音楽 - EFFY[74]
- 音楽プロデューサー - 高村友紀
- プロデューサー - 鳥羽洋典、小野靖、木皿陽平、福島一恵、植月幹夫
- アニメーションプロデューサー - 福島祐一
- ラインプロデューサー - 小野忍
- 制作 - A-1 Pictures[74]
- 製作 - バンダイナムコエンターテインメント、アニプレックス、ランティス、バンダイナムコライブクリエイティブ、ABCアニメーション

#### 主題歌
オープニングテーマ「Reason!!」
歌 - DRAMATIC STARS・Beit・S.E.M・High×Joker・W・Jupiter / 作詞 - 松井洋平 / 作曲・編曲 - EFFY
第1話では未使用。第8話、第13話では挿入歌としても使用。特別編ではエンディングテーマとして使用。

エンディングテーマ
「BRAND NEW FIELD」（Episode of Jupiter）
歌 - Jupiter / 作詞 - 真崎エリカ、作曲・編曲 - 山口朗彦
「DRIVE A LIVE」（第1話、第13話）
歌 - DRAMATIC STARS（第1話）、315 STARS（DRAMATIC STARS・Beit・S.E.M・High×Joker・W・Jupiter） / 作詞・作曲 - BNSI（柿埜嘉奈子） / 編曲 - 滝澤俊輔
「Beyond The Dream」（第2話）
歌 - 315 STARS（DRAMATIC STARS・Beit・S.E.M・High×Joker・Jupiter） / 作詞 - BNSI（柿埜嘉奈子） / 作曲・編曲 - EFFY
「STARLIGHT CELEBRATE!」（第3話）
歌 - DRAMATIC STARS / 作詞 - 松井洋平 / 作曲・編曲 - EFFY
「TOMORROW DIAMOND」（第4話）
歌 - Beit / 作詞 - 真崎エリカ / 作曲・編曲 - 本多友紀
「From Teacher To Future!」（第5話）
歌 - S.E.M / 作詞 - 松井洋平 / 作曲 - 本多友紀（Arte Refact） / 編曲 - 脇眞富（Arte Refact）
「AFTER THE RAIN」（第6話）
歌 - W / 作詞 - 結城アイラ / 作曲・編曲 - TKC
「JOKER↗オールマイティ」（第7話）
歌 - High×Joker / 作詞 - 結城アイラ / 作曲・編曲 - 河田貴央
「流星PARADE」（第8話）
歌 - DRAMATIC STARS、S.E.M、Jupiter / 作詞 - 真崎エリカ / 作曲 - SHINTA-LOW（Arte Refact） / 編曲 - 脇眞富（Arte Refact）
「Over AGAIN」（第9話）
歌 - Jupiter / 作詞 - 真崎エリカ / 作曲・編曲 - 山田竜平
「Sunset★Colors」（第10話）
歌 - High×Joker / 作詞 - 結城アイラ / 作曲・編曲 - 本田光史郎
「ARRIVE TO STAR」（第12話）
歌 - DRAMATIC STARS / 作詞 - 松井洋平 / 作曲 - 本多友紀（Arte Refact） / 編曲 - 脇眞富（Arte Refact）
挿入歌
「Alice or Guilty」（Episode of Jupiter）
歌 - Jupiter / 作詞 - 上江洲誠 / 作曲・編曲 - BNEI（濱本理央）
「恋をはじめよう」（Episode of Jupiter）
歌 - Jupiter / 作詞 - 白瀬彩 / 作曲・編曲 - BNEI（Jesahm）
「Fun! Fun! Festa!」（第4話）
歌 - Beit / 作詞 - 真崎エリカ / 作曲・編曲 - 矢鴇つかさ
「Study Equal Magic!」（第5話）
歌 - S.E.M / 作詞 - 松井洋平 / 作曲・編曲 - 岡本健介
「Pleasure Forever...」（第6話）
歌 - W / 作詞 - 結城アイラ / 作曲・編曲 - 本田光史郎
「HIGH JUMP NO LIMIT」（第7話、第13話）
歌 - High×Joker / 作詞 - 結城アイラ / 作曲 - 光増ハジメ / 編曲 - 河田貴央
「夏時間グラフィティ」（第8話）
歌 - Beit、High×Joker、W / 作詞 - 結城アイラ / 作曲・編曲 - 佐々木裕
「OUR SONG -それは世界でひとつだけ-」（第10話）
歌 - High×Joker / 作詞 - 結城アイラ / 作曲・編曲 - 本田光史郎
「∞ Possibilities」（第13話）
歌 - S.E.M / 作詞 - 松井洋平 / 作曲 - オオヤギヒロオ、南田健吾 / 編曲 - 南田健吾
「VICTORY BELIEVER」（第13話）
歌 - W / 作詞 - 結城アイラ / 作曲・編曲 - 山口朗彦
「スマイル・エンゲージ」（第13話）
歌 - Beit / 作詞 - 真崎エリカ / 作曲・編曲 - 山口朗彦
「Planet scape」（第13話）
歌 - Jupiter / 作詞 - 真崎エリカ / 作曲・編曲 - Kon-K
「DRAMATIC NONFICTION」（第13話）
歌 - DRAMATIC STARS / 作詞 - 松井洋平 / 作曲 - 磯崎健史 / 編曲 - Kon-K
「GLORIOUS RO@D」（第13話）
歌 - 315 STARS（DRAMATIC STARS・Beit・S.E.M・High×Joker・W・Jupiter） / 作詞 - 松井洋平 / 作曲・編曲 - 渡辺拓也
「315 Steelo!」（特別編）
歌 - 天道輝・ピエール・渡辺みのり・伊瀬谷四季・蒼井享介・硲道夫・若里春名・舞田類 / 作詞 - 松井洋平 / 作曲・編曲 - 河田貴央

#### 各話リスト
| 話数     | サブタイトル                            | 脚本                | 絵コンテ                     | 演出                         | 作画監督 | 総作画監督        |
| -------- | --------------------------------------- | ------------------- | ---------------------------- | ---------------------------- | --- | ----------------- |
| Prologue | Episode of Jupiter                      | 菅原雪絵            | 神戸守 黒木美幸              | 原田孝宏                     | 小泉初栄、田中裕介、吉川真帆 | 田中裕介 吉川真帆 |
| 第1話    | 理由あって、アイドル！                  | 原田孝宏            | 黒木美幸                     | 黒木美幸                     | 河合拓也 | 田中裕介          |
| 第2話    | それぞれの輝き                          | 菅原雪絵            | 中島充                       | 大橋一輝                     | 吉川真帆、戸髙真希、米澤彩織 滝口景子 | 吉川真帆          |
| 第3話    | 飛び立つ勇気                            | 菅原雪絵 綾奈ゆにこ | 木村泰大                     | 木村泰大                     | 栗原優 | 田中裕介          |
| 第4話    | ハッピースマイル                        | 和場明子            | 木村隆一                     | 大橋一輝                     | 大塚八愛、吉田優子、高木恵湖 安留雅弥 | 吉川真帆          |
| 第5話    | 先生よ、大志を抱け！                    | 綾奈ゆにこ          | 今井友紀子                   | 今井友紀子                   | 田村里美、野々下いおり | 田中裕介          |
| 第6話    | 二人が選ぶVictory                       | 和場明子            | 島津裕行                     | 斎藤圭一郎                   | 河合拓也、吉田優子、長谷川亨雄 高瀬さやか | 吉川真帆          |
| 第7話    | 青春のリミット                          | 綾奈ゆにこ          | 今井友紀子                   | 原田孝宏                     | 西田亜沙子、米澤彩織 | 田中裕介          |
| 第8話    | 海・合宿・315の夏！                     | 菅原雪絵            | 黒木美幸                     | 板井寛樹                     | 野々下いおり、三木俊明、後藤依子 | 吉川真帆          |
| 第9話    | Over AGAIN...                           | 中西やすひろ        | 鈴木健太郎                   | 三上喜子                     | 香田知樹、高野ゆかり | 田中裕介          |
| 第10話   | sunset of youth                         | 和場明子            | 長町英樹                     | 長町英樹                     | 石田可奈、栗原優、長町英樹 西田亜沙子、吉川真帆                                                                                              | 吉川真帆          |
| 第11話   | 風薫る日の決意                          | 中西やすひろ        | 神戸守                       | 斎藤圭一郎                   | 大高美奈、戸髙真希、牛尾優衣 米澤彩織、駒本藍子、杉薗朗子 伊藤香織、野々下いおり、藤裕子 志賀道憲、斎藤圭一郎                                | 田中裕介          |
| 第12話   | どんな理由も、どんな夢も、、、          | 綾奈ゆにこ          | 今井友紀子                   | 今井友紀子                   | 三木俊明、野々下いおり、石田可奈 関口亮輔、井本由紀、牛尾優衣 大高美奈、高田晃、西田亜沙子 後藤依子、森藤希子、清水明日香 杉薗朗子、米澤彩織 | 吉川真帆          |
| 第13話   | ずっと、ずっと、その先へ                | 菅原雪絵            | 黒木美幸 原田孝宏            | 黒木美幸 伊藤祐毅            | 藤裕子、戸髙真希、米澤彩織 石田可奈、井本由紀、牛尾優衣 後藤依子、杉薗朗子、長町英樹 西田亜沙子、野々下いおり、三木俊明 飯塚晴子、黒木美幸   | 田中裕介          |
| 特別編   | 315バラエティパック！ Made In Passion！ | 和場明子            | 黒木美幸、原田孝宏、長町英樹 | 黒木美幸、原田孝宏、長町英樹 | 戸髙真希、牛尾優衣、西田亜沙子 米澤彩織、飯塚晴子                                                                                            |                   |

#### 放送局
| 放送期間      | 放送時間                     | 放送局       | 対象地域   | 備考                      |
| ------------- | ---------------------------- | ------------ | ---------- | ------------------------- |
| 2017年10月1日 | 日曜 0:30 - 1:30（土曜深夜） | TOKYO MX     | 東京都     |                           |
|               |                              | とちぎテレビ | 栃木県     |                           |
|               |                              | 群馬テレビ   | 群馬県     |                           |
|               |                              | BS11         | 日本全域   | BS放送 / 『ANIME+』枠     |
|               | 日曜 2:29 - 3:29（土曜深夜） | 朝日放送     | 近畿広域圏 | 『アニサタ』枠            |
|               | 日曜 2:39 - 3:40（土曜深夜） | メ～テレ     | 中京広域圏 |                           |
| 2017年10月5日 | 木曜 0:00 - 1:00（水曜深夜） | AT-X         | 日本全域   | CS放送 / リピート放送あり |

| 放送期間                      | 放送時間                     | 放送局       | 対象地域   | 備考                                         |
| ----------------------------- | ---------------------------- | ------------ | ---------- | -------------------------------------------- |
| 2017年10月7日 - 12月30日      | 土曜 23:30 - 日曜 0:00       | TOKYO MX     | 東京都     |                                              |
|                               |                              | とちぎテレビ | 栃木県     |                                              |
|                               |                              | 群馬テレビ   | 群馬県     |                                              |
|                               |                              | BS11         | 日本全域   | BS放送 / 『ANIME+』枠                        |
| 2017年10月8日 - 12月31日      | 日曜 2:29 - 2:59（土曜深夜） | 朝日放送     | 近畿広域圏 | 『アニサタ』枠                               |
|                               | 日曜 2:39 - 3:09（土曜深夜） | メ～テレ     | 中京広域圏 | 特番の放送は無し                             |
| 2017年10月12日 - 2018年1月4日 | 木曜 0:00 - 0:30（水曜深夜） | AT-X         | 日本全域   | CS放送 / リピート放送あり / 特番の放送は無し |

| 配信期間                      | 配信時間                    | 配信サイト |
| ----------------------------- | --------------------------- | --- |
| 2017年10月8日 - 12月31日      | 日曜 20:00 - 20:30          | アニメイトチャンネル |
|                               | 日曜 22:30 - 23:00          | ニコニコ生放送 |
| 2017年10月9日 - 2018年1月1日  | 月曜 12:00 更新             | バンダイチャンネル / dアニメストア / U-NEXT / アニメ放題 / dTV / Hulu / GYAO!ストア / ひかりTV / DMM.com / Google Play / TSUTAYA TV / Amazonビデオ / ビデオマーケット / HAPPY!動画 / ムービーフルPlus |
|                               | 月曜 23:30 - 00:00          | AbemaTV |
| 2017年10月10日 - 2018年1月2日 | 火曜 00:00（月曜深夜） 更新 | J:COMオンデマンド メガパック / au ビデオパス / Rakuten TV |
|                               | 火曜 12:00 更新             | PlayStation Video |
| 2017年10月14日 - 2018年1月6日 | 土曜 00:00（金曜深夜） 更新 | アクトビラ |
| 2017年11月 -                  | 配信時間未定                | LEONET |

#### BD / DVD
| 巻       | 発売日         | 収録話             | 規格品番      | 規格品番      |
| 巻       | 発売日         | 収録話             | BD限定版      | DVD限定版     |
| -------- | -------------- | ------------------ | ------------- | ------------- |
| Prologue | 2017年11月22日 | Episode of Jupiter | ANZX-13455/6  | ANZB-13455/6  |
| 1        | 2017年12月27日 | 第1話 - 第2話      | ANZX-13531/2  | ANZB-13531/2  |
| 2        | 2018年1月24日  | 第3話 - 第4話      | ANZX-13533/4  | ANZB-13533/4  |
| 3        | 2018年2月28日  | 第5話 - 第6話      | ANZX-13535/6  | ANZB-13535/6  |
| 4        | 2018年3月28日  | 第7話 - 第8話      | ANZX-13537/8  | ANZB-13537/8  |
| 5        | 2018年4月25日  | 第9話 - 第10話     | ANZX-13539/40 | ANZB-13539/40 |
| 6        | 2018年5月30日  | 第11話 - 第12話    | ANZX-13541/2  | ANZB-13541/2  |
| 7        | 2018年6月27日  | 第13話、特別編     | ANZX-13543/4  | ANZB-13543/4  |

#### 受賞歴
- ニュータイプアニメアワード2017 - 2018
  - キャラクターデザイン賞：田中裕介、飯塚晴子
  - 脚本賞：綾奈ゆにこ、菅原雪絵
  - 男性キャラクター賞：天道輝
  - マスコットキャラクター賞：カエール
  - 主題歌賞：「Reason!!」
  - スタジオ賞
  - 作品賞（TV・配信作品部門）

### アイドルマスター SideM 理由あってMini!
2018年8月20日にニコニコ生放送『アイドルマスター SideM 4周年!!!!祭りだわっしょいニコ生』の中で、電撃マオウの中で連載されていた『アイドルマスター SideM 理由あってMini!』（アイドルマスターサイドエム ワケあってミニ、略称：ワケミニ）のアニメ化が発表された。2018年10月から12月までTOKYO MX・BS11にて放送された。
また、これに合わせて、『アイドルマスターSideM 理由あってMini!リターンズ』と称し、2018年9月27日付の電撃マオウ2018年11月号から連載が再開となる

#### スタッフ（ワケミニ）
- 製作 ・原作 - バンダイナムコエンターテインメント[82]
- 連載 - 電撃マオウ[82]
- キャラクターデザイン原案 - スメラギ[82]
- 監督・シリーズ構成 - まんきゅう[82]
- キャラクターデザイン - 玉戸さお[82]
- 総作画監督 - 横田和彦[82]
- 美術設定 - 越智博之[82]
- 美術監督 - 楠元祐也[82]
- 色彩設計 - のぼりはるこ[82]
- 撮影監督 - 田中浩介[82]
- 音楽 - EFFY[82]
- 音楽制作 - ランティス[82]
- 音響監督 - 濱野高年[82]
- 編集 - 徳田俊[82]
- アニメーション制作 - ゼロジー[82]
- 製作協力 - フロンティアワークス、バンダイナムコアーツ、アーチ、KADOKAWA[82]

#### 主題歌（ワケミニ）
エンディングテーマ
「LET'S GO!!」（第2話 - 第4話）
作詞 - 松井洋平 / 作曲・編曲 - no_my / 歌 - 315 STARS（フィジカル Ver.）
「Friendly Smile」（第5話 - 第8話）
作詞 - 結城アイラ / 作曲・編曲 - 島崎貴光 / 歌 - 315 STARS（メンタル Ver.）
「POKER FAITH -ポーカーフェイス-」（第9話 - 第11話）
作詞 - 真崎エリカ / 作曲・編曲 - 石井健太郎 / 歌 - 315 STARS（インテリ Ver.）
「DRIVE A LIVE」（第12話）
作詞・作曲 - BNSI（柿埜嘉奈子） / 編曲 - 滝澤俊輔（TRYTONELABO） / 歌 - 315 STARS
挿入歌
第1話以降、劇中の挿入歌はクレジットされず。第12話は歌唱者シャッフル。
「DRIVE A LIVE」（第1話、第3話）
作詞・作曲 - BNSI（柿埜嘉奈子） / 編曲 - 滝澤俊輔（TRYTONELABO） / 歌 - 315 STARS（DRAMATIC STARS・Beit・S.E.M・High×Joker・W・Jupiter）（第1話）、Jupiter（第3話）
「Café Parade!」（第4話、第12話）
作詞 - 松井洋平 / 作曲・編曲 - 大川茂伸 / 歌 - Cafe Parade（第4話）、315 STARS（第12話）
「もっふ・いんざぼっくす♪」（第5話）
作詞 - 真崎エリカ / 作曲・編曲 - 渡邉俊彦 / 歌 - もふもふえん
「スマイル・エンゲージ」（第12話）
作詞 - 真崎エリカ / 作曲・編曲 - 山口朗彦 / 歌 - 315 STARS
「伝えたいのはこんなきもち」（第12話）
作詞 - 真崎エリカ / 作曲 - 原田篤（Arte Refact） / 編曲 - 脇眞富（Arte Refact） / 歌 - 315 STARS
「BRAND NEW FIELD」（第12話）
作詞 - 真崎エリカ / 作曲・編曲 - 山口朗彦 / 歌 - 315 STARS
「Study Equal Magic!」（第12話）
作詞 - 松井洋平 / 作曲・編曲 - 岡本健介 / 歌 - 315 STARS
「♡Cupids!」（第12話）
作詞 - 結城アイラ / 作曲・編曲 - 山元祐介 / 歌 - 315 STARS
「情熱...FIGHTER」（第12話）
作詞 - 結城アイラ / 作曲・編曲 - 増田武史 / 歌 - 315 STARS
「MOON NIGHTのせいにして」（第12話）
作詞 - 結城アイラ / 作曲 - 本多友紀（Arte Refact） / 編曲 - 酒井拓也（Arte Refact） / 歌 - 315 STARS

#### 各話リスト（ワケミニ）
| 話数      | サブタイトル                         | 絵コンテ       | 演出           | 作画監督   |
| --------- | ------------------------------------ | -------------- | -------------- | ---------- |
| 第1話     | ようこそ、315プロダクションへ！      | -              | -              | -          |
| 第2話     | 大喜利大会でにゃんす♪                | まんきゅう     | たかたまさひろ | 野口莉英子 |
| 第3話     | 奏でよう、天上の音楽を！             | まんきゅう     | まんきゅう     | 瀧原修司   |
| 第4話     | ようこそ、Cafe Paradeへ！            | まんきゅう     | たかたまさひろ | 川島尚     |
| 第5話     | ド・キ・ド・キ・輪んだーらんど！     | まんきゅう     | まんきゅう     | 宇津木勇   |
| 第6話     | PUMP UP! HEAT UP!!                   | たかたまさひろ | たかたまさひろ | 宇津木勇   |
| 第7話     | ドラマチック・ドーナツ・ハイ★        | まんきゅう     | 殿水敦子       | 野口莉英子 |
| 第8話     | パッションたっぷり！スペシャルカレー | たかたまさひろ | たかたまさひろ | 川島尚     |
| 第9話     | パネルクイズタックル9リターン        | まんきゅう     | 殿水敦子       | 植田羊一   |
| 第10話    | アイドルとは何ぞや？                 | 殿水敦子       | 殿水敦子       | 植田羊一   |
| 第11話    | 点呼                                 | まんきゅう     | たかたまさひろ | 小笠原憂   |
| 第12話    | 315!MEMORIES                         | まんきゅう     | まんきゅう     | 野口莉英子 |
| 特別編1話 | フィジカル溢れる315鍋パーティー!!    |                |                |            |
| 特別編2話 | 劇場版 315にアウトローな俺たち       |                |                |            |
| 特別編3話 | 願いの先へ！315ウェディング大作戦    |                |                |            |

#### 放送局（ワケミニ）
| 放送期間                 | 放送時間           | 放送局   | 対象地域 | 備考                  |
| ------------------------ | ------------------ | -------- | -------- | --------------------- |
| 2018年10月9日 - 12月25日 | 火曜 21:54 - 22:00 | TOKYO MX | 東京都   |                       |
|                          |                    | BS11     | 日本全域 | BS放送 / 『ANIME+』枠 |

#### BD / DVD
| 巻 | 発売日        | 収録話                           | 規格品番  | 規格品番  |
| 巻 | 発売日        | 収録話                           | BD限定版  | DVD限定版 |
| -- | ------------- | -------------------------------- | --------- | --------- |
| 1  | 2019年3月27日 | 第1話 - 第12話、OVA第1話 - 第3話 | MFXG-0013 | MFBG-0013 |